# Plasmascherm

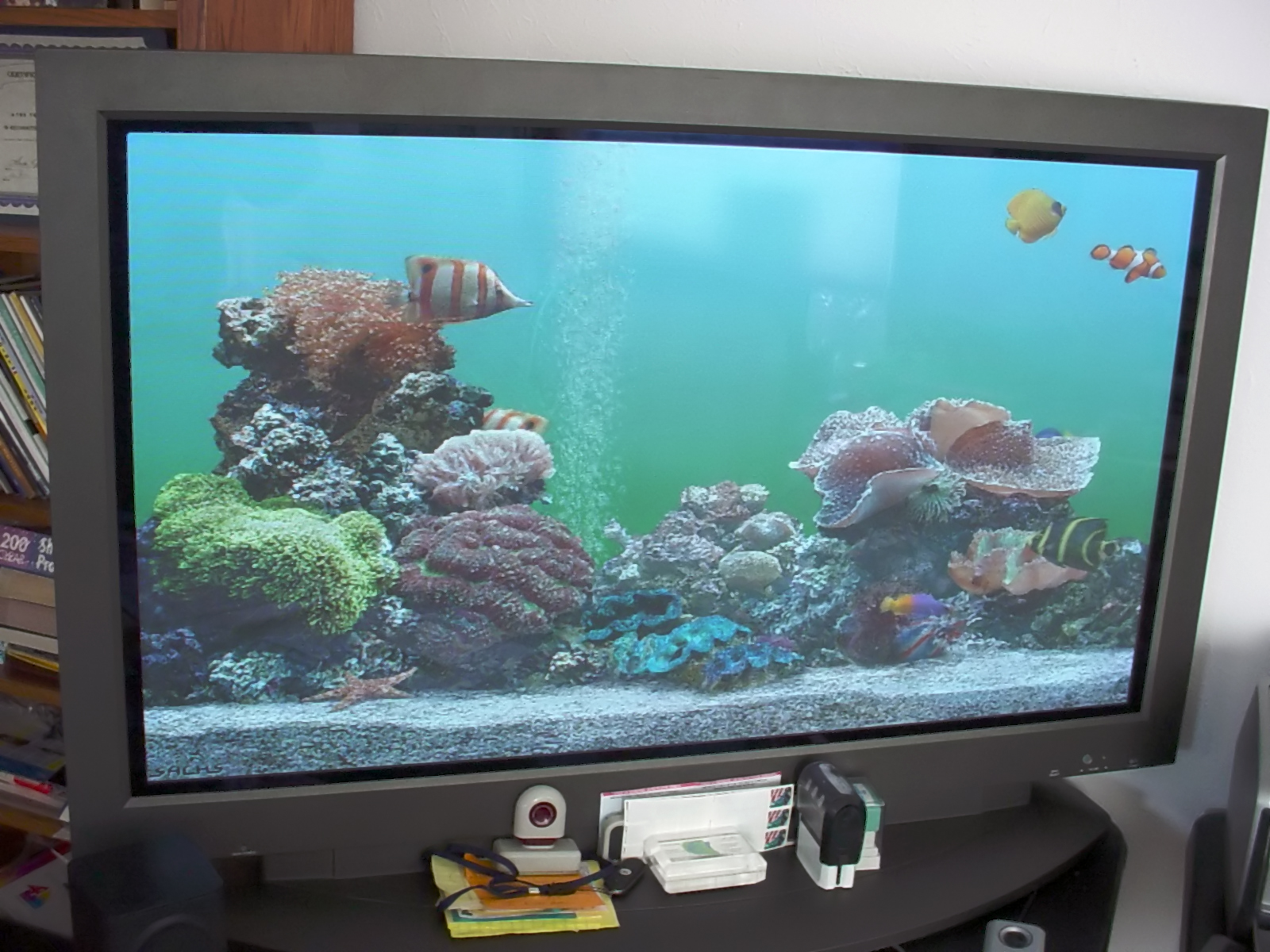
Een plasmascherm

Een plasmascherm is een type scherm dat geschikt is voor de weergave van bewegende beelden in kleur, vooral toegepast in grotere televisies. De techniek ontleent zijn naam aan de manier waarop het beeld wordt opgebouwd. Plasmaschermen bestaan uit vele kleine cellen gevuld met gassen die onder invloed van een elektrische lading ioniseren; geïoniseerd gas noemt men ook wel plasma.

## Kenmerken
Een plasmascherm is zeer ondiep (minder dan 10 cm) ten opzichte van een conventionele beeldbuis, maar meestal wel iets dikker dan een televisie met een lcd- of OLED-paneel. Het beeldoppervlak kan veel groter worden gemaakt dan dat van beeldbuistelevisies: beelddiagonalen van meer dan een meter zijn gangbaar. Doordat iedere pixel bij een plasmascherm al gauw een afmeting heeft in de orde van 1 millimeter, is het niet mogelijk om kleine plasmaschermen met een hoge resolutie te maken. Daardoor zijn plasmaschermen vooral geschikt voor televisieschermen en minder voor computerbeeldschermen.
Een plasmascherm kan vanuit alle hoeken optimaal worden bekeken, in tegenstelling tot sommige lcd-varianten, waarbij men aan een bepaalde kijkhoek is gebonden waarbuiten het beeld verkleurt. Daarnaast is de contrastverhouding over het algemeen hoog, waardoor het verschil tussen donkere en lichte partijen op deze schermen goed kan worden weergegeven. Afhankelijk van het merk en model kunnen de kleuren van een plasmascherm nauwkeurig worden gekalibreerd. Plasmaschermen kunnen net als CRT-schermen inbranden wanneer men langdurig hetzelfde beeld laat zien. Dit is in feite slijtage van de fosforlaag in de plasmacellen. Vooral  plasmaschermen uit de  begintijd waren gevoelig voor inbranden, wat de techniek een slechte naam bezorgde. Dit probleem is beter onder controle, al verschilt de gevoeligheid voor inbranden per merk. De levensduur van plasmaschermen is vergelijkbaar met die van lcd's.
In vergelijking met lcd-televisies ligt het energieverbruik van plasmatelevisies over het algemeen hoger. Daarnaast zal een plasmatelevisie meer energie verbruiken bij het tonen van lichte beelden dan bij donkere beelden, omdat het energieverbruik afhangt van het aantal pixels dat verlicht wordt. Het energieverbruik van een lcd-televisie is constanter omdat de achtergrondverlichting achter het lcd-paneel in principe altijd aan moet staan om een beeld te tonen. Om het energieverbruik en de temperatuur in de televisie onder controle te houden, dimmen veel plasmatelevisies het beeld automatisch wanneer er lichtere beelden worden getoond.
Net zoals lcd-televisies kunnen plasmaschermen worden uitgerust met een televisietuner, luidsprekers en een reeks in- en uitgangen voor beeld en geluid. Op die manier kunnen ook computers, spelconsoles of dvd-spelers worden aangesloten, waarmee een scala aan toepassingen mogelijk wordt.

## Werking

Opbouw van een plasmascherm

Een plasmascherm werkt volgens het principe van gasontladingslampen zoals de tl-buis. Plasmaschermen bestaan uit miljoenen kamertjes (plasmacellen), die ingesloten zitten tussen twee glasplaten. De plasmacellen zijn gevuld met een mix van gassen, hoofdzakelijk xenon en neon. Voor en achter iedere cel bevinden zich twee elektrodes; achter de cellen de adreselektrodes, voor de cellen de (transparante) displayelektrodes, geïsoleerd en bedekt met een magnesiumdioxide beschermende laag. Wanneer er een elektrische spanning tussen deze twee elektrodes loopt, wordt het gas in de cel geïoniseerd. Het geïoniseerde gas, een zogeheten plasma, zendt ultraviolette (UV) fotonen uit. Deze fotonen botsen vervolgens op de randen van de cel, die voorzien zijn van een laagje fosfor. De energie die vrijkomt bij de botsing van fotonen met fosformoleculen wordt omgezet in warmte en zichtbaar licht. Door een ander type fosfor te kiezen, kan men de kleur van het vrijkomende licht aanpassen.
Om de helderheid van de plasmacellen te variëren, maken moderne plasmatelevisies gebruik van een techniek genaamd pulsbreedtemodulatie (Engels: pulse-width modulation of PWM). In principe kan iedere plasmacel slechts aan of uit worden gezet. Met PWM worden duizenden keren per seconde korte spanningspulsen door de aansturingselektroden gestuurd. Plasmacellen kunnen zo op het oog toch tussenliggende gradaties van helderheid aannemen door er per seconde meer of minder pulsen naartoe te sturen.
Een kleurenscherm maakt men door ieder beeldelement (pixel) op te bouwen uit drie subpixels. Iedere subpixel bestaat bij een plasmascherm uit één plasmacel. De drie subpixelcellen geven elk licht in een andere primaire kleur door gebruik van drie verschillende fosfors: rood, groen en blauw. Door de helderheid van iedere subpixelcel afzonderlijk te veranderen, kan de verhouding tussen de drie primaire kleuren worden aangepast. Op die manier kan iedere pixel van het scherm miljoenen verschillende kleuren weergeven.

## Geschiedenis
In 1936 beschreef de Hongaarse uitvinder Kálmán Tihanyi voor het eerst het principe van een plasmascherm. Het zou echter nog tot 1964 duren voordat Donald Bitzer, H. Gene Slottow en Robert Willson het eerste werkende prototype van een dergelijk scherm demonstreerden. De aanvankelijk monochrome plasmaschermen werden in de jaren 70 vooral toegepast in computerterminals. Doordat de techniek een geringe dikte combineerde met een hoge betrouwbaarheid, kwamen plasmaschermen ook terecht in rekenmachines, navigatie-instrumenten en kasregisters. In de loop van de jaren 80 en 90 werden plasmaschermen voor deze toepassingen verdrongen door LEDs, terwijl voor computerterminals of personal computers werd overgeschakeld op CRT-monitoren.
In 1992 kwam Fujitsu met het eerste plasmascherm dat beelden in kleur kon weergeven. Waar dit scherm een beelddiagonaal had van 21 inch (53 cm), wist men in de laatste helft van de jaren 90 al plasmatelevisies te produceren met een schermmaat van 42 inch (107 cm). Ondertussen stond de concurrerende techniek liquid-crystal display (lcd) in de kinderschoenen wat betreft de toepassing in televisies; grootste pijnpunten waren de onscherpte van bewegende beelden en het slechte contrast. Rond de millenniumwisseling werden plasmaschermen zodoende beschouwd als opvolger van beeldbuistelevisies met een kathodestraalbuis.
Nog altijd bieden plasmaschermen over het algemeen een fraaie kleurweergave, een hoog contrast, een snelle responstijd en een grote kijkhoek. Sinds de vroege jaren 2000 hebben lcd-fabrikanten hun panelen flink doorontwikkeld, waardoor lcd-televisies op gebied van beeldkwaliteit en aanschafprijs konden concurreren met plasmaschermen. Hierdoor begonnen de traditionele nadelen van plasmaschermen voor veel consumenten steeds zwaarder te wegen. Plasmaschermen zijn vaak dikker dan lcd-televisies, en zijn door hun lagere helderheid en de spiegelende glasplaat voor het display minder goed inzetbaar in ruimtes met veel licht. Zeker nadat lcd-fabrikanten overstapten op energiezuinige LED-achtergrondverlichting achter het lcd-paneel (LED-tv), verbruiken plasmaschermen bij gelijke beeldgrootte meer energie dan lcd-televisies. Daarnaast is bij plasmaschermen de kans groter dat lang stilstaande beelden permanent inbranden op het beeldoppervlak. Dit risico verschilt echter van model tot model, en is over het algemeen een stuk kleiner bij nieuwere apparaten. Gedurende het eerste decennium van de eenentwintigste eeuw stopten steeds meer fabrikanten (waaronder Sony, Philips en Pioneer) met de productie van plasmatelevisies vanwege de toegenomen populariteit van lcd-televisies. De laatste fabrikanten die op grote schaal plasmaschermen produceerden, Panasonic, Samsung en LG, verlieten in 2014 de markt voor plasmatelevisies, waardoor sindsdien geen nieuwe modellen meer zijn uitgebracht.